# NGC 218

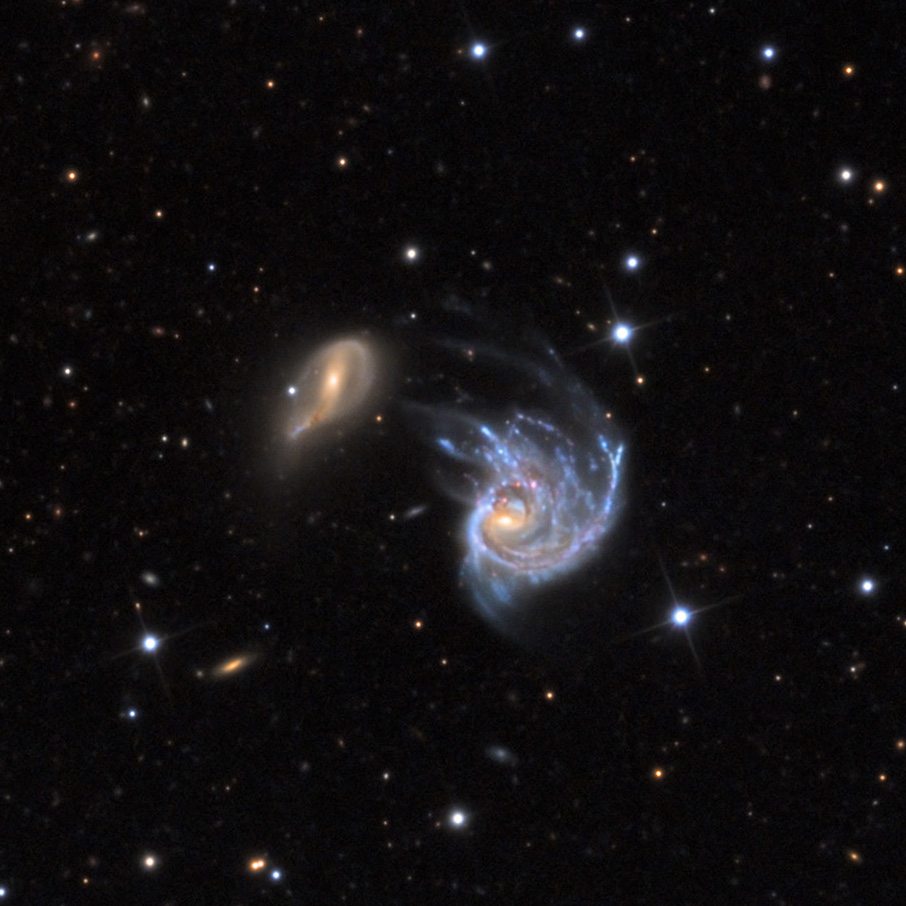
NGC 218 par Adam Block (Observatoire du mont Lemmon/Université de l'Arizona).

NGC 218 est une vaste et lointaine galaxie spirale située dans la constellation d'Andromède. Sa vitesse par rapport au fond diffus cosmologique est de 10 921 ± 22 km/s, ce qui correspond à une distance de Hubble de 161 ± 11 Mpc (∼525 millions d'al). NGC 218 a été découverte par l'astronome français Édouard Stephan en 1876.

## Caractéristiques
Sa vitesse par rapport au fond diffus cosmologique est de 10 921 ± 22 km/s, ce qui correspond à une distance de Hubble de 161 ± 11 Mpc (∼525 millions d'al).
NGC 218 présente une large raie HI.

## Paire de galaxies en interaction
La distance de Hubble de la galaxie PGC 2726 située à proximité sur la sphère céleste est égale à 160,02 ± 11,23 Mpc (∼522 millions d'al) presque la même que NGC 218. À en juger par la déformation visible sur l'image obtenue des données du relevé SDSS, ces deux galaxies constituent une paire en interaction gravitationnelle. Elles figurent d'ailleurs dans le catalogue des galaxies interaction de Vorontsov-Velyaminov sous l'entrée VV 527.

## Histoire
Une erreur historique dans la transcription des coordonnées de cette galaxie est responsable de l'identification erronée de NGC 218 à PGC 2493, erreur qui persiste de nos jours sur NGC/IC Project, sur Simbad et sur Wikisky. La désignation de NGC 218 dans le Catalogue of Principal Galaxies est PGC 2720.